# Setaria gracillima
Setaria gracillima är en gräsart som beskrevs av Joseph Dalton Hooker. Setaria gracillima ingår i släktet kolvhirser, och familjen gräs. Inga underarter finns listade i Catalogue of Life.